# Gackowa Baszta

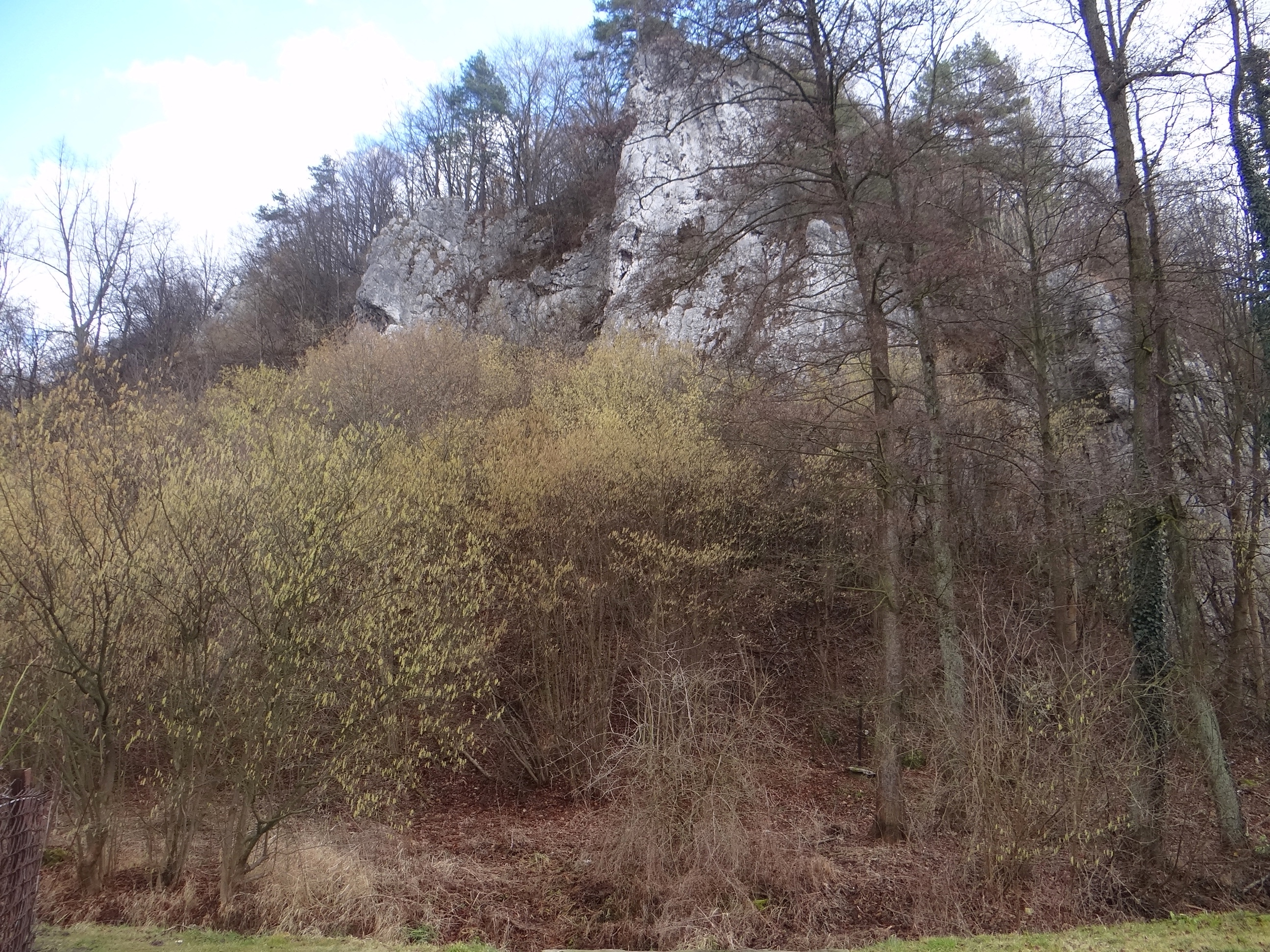
Gackowa Baszta. Po jej prawej stronie Skała nad Źródłem

Gackowa Baszta – skała w Dolinie Kluczwody na Wyżynie Olkuskiej, w miejscowości Wielka Wieś, w województwie małopolskim, w powiecie krakowskim, w gminie Wielka Wieś. Znajduje się u wylotu tej doliny, nad lewym brzegiem potoku Wierzchówka. Ma postać dwóch turni wznoszących się wysoko, na szczycie stromego zbocza.
Tuż obok Gackowej Baszty, po jej prawej stronie (patrząc od dołu), i u podstawy wzniesienia, znajduje się Skała nad Źródłem. Jest odgrodzona siatką (ujęcie wody ze źródła). Po północnej stronie Gackowej Baszty znajdują się dwie niewielkie Garbate Skały. Wszystkie te skały zbudowane są z wapieni pochodzących z jury późnej. Znajdują się na bardzo stromym i porośniętym lasem zboczu potoku Wierzchówka.
W Gackowej Baszcie znajduje się kilka niewielkich jaskiń: Jaskinia w Gackowej Baszcie, Schronisko nad Gackami Pierwsze, Schronisko nad Gackami Drugie, Schronisko nad Gackami Trzecie, Schronisko w Gackowej Baszcie.